# Ummendorfer Ried
Das Naturschutzgebiet Ummendorfer Ried liegt auf dem Gebiet der Stadt Biberach an der Riß und der Gemeinden Hochdorf (Riß) und Ummendorf (bei Biberach) im Landkreis Biberach in Baden-Württemberg.
Das Gebiet erstreckt sich westlich des Kernortes Ummendorf entlang der westlich verlaufenden B3 0. Durch das Gebiet hindurch fließt die Riß, ein rechter Zufluss der Donau. Am nordöstlichen Rand erstreckt sich der Ummendorfer Baggersee und südlich davon ein Natursee.

## Bedeutung
Das Umerndorfer Ried wurde erstmals am 28. Juni 1941 als Naturschutzgebiet ausgewiesen. Für Biberach an der Riß, Hochdorf und Ummendorf ist seit dem 8. Dezember 1988 ein 121,5 ha großes Gebiet unter der Kenn-Nummer 4.027 als Naturschutzgebiet ausgewiesen. Es handelt sich um ein „Niedermoor mit Hochmoorresten, um offene Wasserflächen und abgetorfte Teile in unterschiedlichsten Entwicklungsstadien, mit unterschiedlichen Lebensbereichen.“ Es ist „Rast- und Mauserplatz für eine Vielzahl von Zugvögeln“ und ein „ideales Anschauungsobjekt für die moorkundliche Forschung und Heimatkunde.“